# Utricularia subulata
Utricularia subulata ist eine Pflanzenart aus der Gattung der Wasserschläuche (Utricularia) innerhalb der Familie der Wasserschlauchgewächse (Lentibulariaceae). Diese fleischfressende Pflanzenart wächst terrestrisch. Ihr Areal ist pantropisch und sie ist die am weitesten verbreitete Art der Gattung.

## Beschreibung

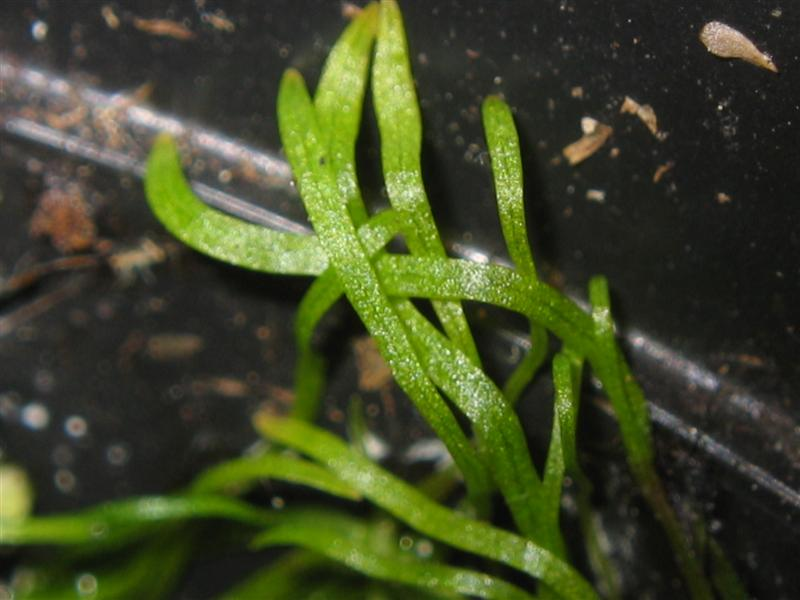
Laubblätter

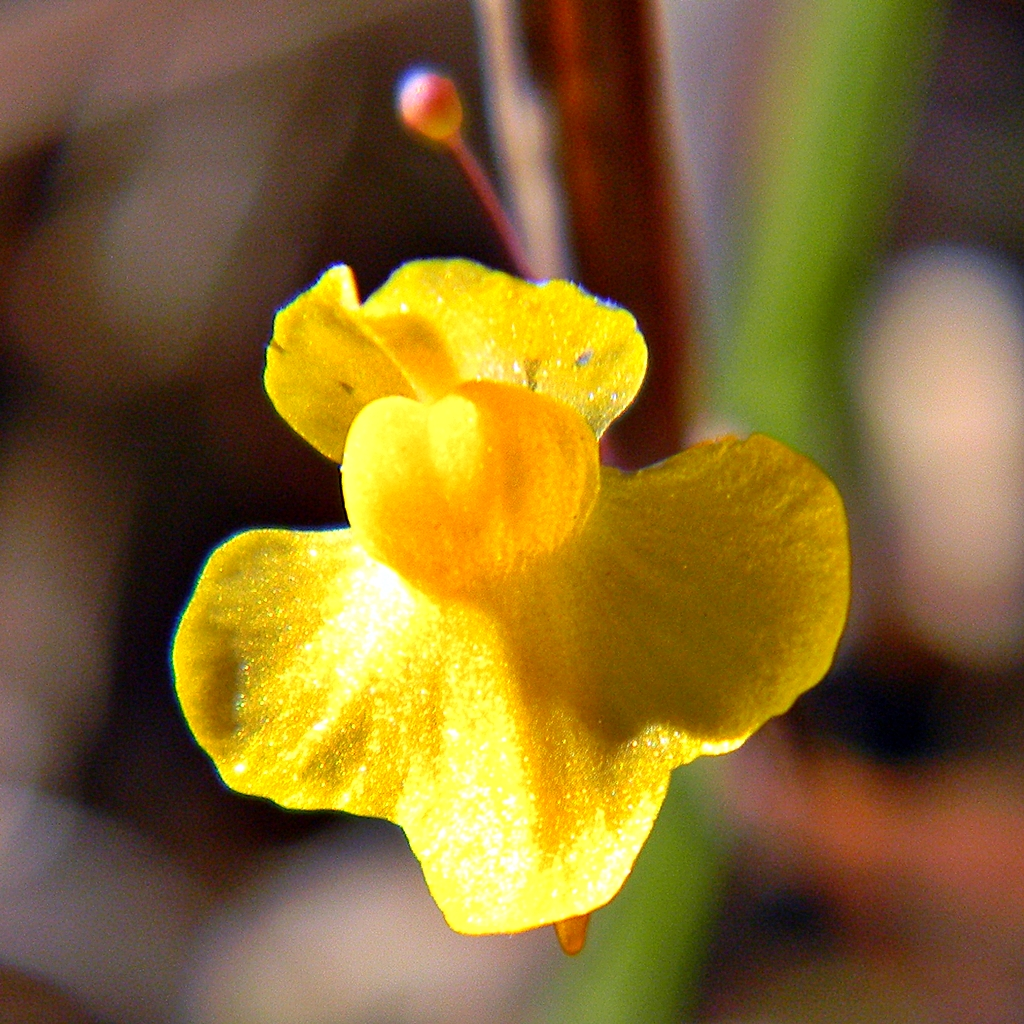
Zygomorphe Blüte

### Erscheinungsbild, Blatt und Falle
Utricularia subulata wächst als einjährige krautige Pflanze und erreicht Wuchshöhen von 5 bis zu 25 Zentimetern.
Die wechselständig angeordneten Laubblätter sind in Blattstiel und Blattspreite gegliedert. Die einfache, einnervige Blattspreite ist bei einer Länge von 1 bis 2 Zentimetern sowie einer Breite von etwa 0,5 Millimetern linealisch. Die sehr zahlreichen, gestielten Fallen sind bei einem Durchmesser von 0,2 bis 0,5 Millimetern rund oder eiförmig.

### Blütenstand und Blüte
Der aufrechte Blütenstandsschaft ist im unteren Bereich winzig papillös und im oberen glatt. Die traubigen Blütenstände haben einen Durchmesser von 0,3 bis 0,6 Millimetern und enthalten viele (2 bis meist etwa 10, selten bis zu 25) Blüten. Die Blütenstandsachse ist meist gewellt oder Zickzack förmig. Die Tragblätter umfassen die Blütenstiele, sind schildförmig oder rund, glatt und 0,75 bis 1 Millimeter lang. Deckblätter fehlen. Die aufsteigenden Blütenstiele sind 2 bis 10 Millimeter lang, die Abstände zwischen den Blütenstielen sind ein wenig größer als sie selbst.
Die zwittrigen Blüten sind zygomorph und fünfzählig mit doppelter Blütenhülle. Oft werden auch kleistogame Blüten gebildet. Die beiden fast gleichen Kelchlappen sind bei einer Länge von etwa 1 Millimeter breit eiförmig mit spitzem oder gestutztem oberen Ende und undeutlich fünfnervig. Die gelbe Blütenkrone misst 6 bis 10 Millimeter, bei kleistogamen Blüten 2 Millimeter. Der Oberlippe ist breit-eiförmig mit gerundetem oberen Ende und etwa 2- bis 3-mal so lang wie der obere Kelchlappen. Die im Umriss kreisförmige Unterlippe ist tief dreilappig. Der gerade, pfriemförmige Sporn verläuft parallel zu Unterlippe und ist etwa gleich lang. Die zwei Staubblätter besitzen einen fadenförmigen Staubfaden. Der einkammerige Fruchtknoten ist kugelig. Der Griffel ist sehr kurz.

### Frucht und Samen
Die Fruchtstiele sind aufrecht. Die bei einem Durchmesser von 1 bis 1,5 Millimetern kugelförmige Kapselfrucht öffnet sich bauchseitig durch eine eiförmige Pore und gibt zahlreiche Samen frei. Die etwa 0,2 Millimeter großen, eiförmigen Samen sind in Längsrichtung gerillt und ungeflügelt.

### Chromosomenzahl
Die Chromosomenzahl beträgt 2n = 30.

## Vorkommen
Utricularia subulata ist pantropisch verbreitet. Das weite Verbreitungsgebiet umfasst die östlichen USA und von Kalifornien über Mexiko, Zentralamerika sowie auf Karibischen Inseln bis zum südlichen Teil Südamerikas, tropisches Afrika und Madagaskar, Portugal, Assam, Thailand, Malaya, Borneo und die australischen Bundesstaaten Northern Territory sowie Queensland. Utricularia subulata wächst auf nassen bis zeitweise überschwemmten Sand- oder Torfböden.

## Systematik
Die Erstveröffentlichung von Utricularia subulata erfolgte 1753 durch Carl von Linné in Species Plantarum, 1, Seite 18. Synonyme für Utricularia subulata L. sind: Utricularia angolensis Kamienski, Utricularia bradei Markgr., Utricularia capillaris Hoffmanns. ex A.Dietr. nom. illeg., Utricularia cleistogama (A.Gray) Britton, Utricularia filiformis Roem. & Schult., Utricularia marcelliana Merl ex Luetzelb. nom. nud., Utricularia media Salzm. ex A.St.-Hil. & Girard, Utricularia nervosa var. minor Merl ex Luetzelb. nom. nud., Utricularia obsoleta Merl ex Luetzelb. nom. nud., Utricularia oligocista Benj.,   Utricularia perpusilla A.DC.,    Utricularia pumila Benj. nom. illeg., Utricularia rendlei F.E.Lloyd, Utricularia setacea Michx., Utricularia tenuiscapa Pilg., Utricularia triloba R.D.Good nom. illeg., Utricularia subulata var. cleistogama A.Gray, Utricularia subulata var. inaequalis A.DC., Utricularia subulata var. minuta Kamienski, Utricularia subulata var. tridenticulata A.F.Vital. Es werden keine Subtaxa akzeptiert.
Die Art Utricularia subulata gehört zur Sektion Avesicaria aus der Untergattung Utricularia in der Gattung der Utricularia.